# Football Club La Chaux-de-Fonds
FC La Chaux-de-Fonds é uma equipe suíça de futebol com sede na cidade homônima.
Seus jogos são mandados no Centre Sportif de la Charrière, que possui capacidade para 12.700 espectadores.

## História
O FC La Chaux-de-Fonds foi fundado em 4 de julho de 1894.

## Principais títulos
- 03 Super Ligas Suíça ou Lista de campeões do futebol suíço:

1954, 1955 e 1964.
- 06 Copas da Suíça: Copa da Suíça 1948, Copa da Suíça 1951, Copa da Suíça 1954, Copa da Suíça 1955, Copa da Suíça 1957 e Copa da Suíça 1961.
  - Finalista Copa da Suíça 1964